# Paderborn Dolphins
I Paderborn Dolphins sono una squadra di football americano di Paderborn, in Germania, fondata nel 1991.
Nel 1999 hanno assunto il nome di AFC Paderborn, per tornare al nome originario l'anno successivo.

## Dettaglio stagioni

### Tornei

#### Tornei nazionali

##### Campionato

###### Bundesliga/GFL
| Stagione | regular season | regular season | regular season | regular season | regular season | regular season | playoff | playoff | playoff | playoff | playoff | playoff        | playoff       |
|          | Vin            | Par            | Per            | Tot            | PF             | PS             | Vin     | Per     | Tot     | PF      | PS      | risultato      | avversaria    |
| -------- | -------------- | -------------- | -------------- | -------------- | -------------- | -------------- | ------- | ------- | ------- | ------- | ------- | -------------- | ------------- |
| 1998     | 1              | 0              | 11             | 12             | 166            | 518            | 1       | 1       | 2       | 52      | 24      | Non retrocessi | Berlin Rebels |
| 1999     | 0              | 0              | 12             | 12             | 0              | 240            | -       | -       | -       | -       | -       | -              | -             |
| Totale   | 1              | 0              | 23             | 24             | 166            | 758            | 1       | 1       | 2       | 52      | 24      |                |               |

Fonti: Enciclopedia del Football - A cura di Roberto Mezzetti

###### 2. Bundesliga/GFL2
| Stagione | regular season | regular season | regular season | regular season | regular season | regular season | playoff | playoff | playoff | playoff | playoff | playoff   | playoff      |
|          | Vin            | Par            | Per            | Tot            | PF             | PS             | Vin     | Per     | Tot     | PF      | PS      | risultato | avversaria   |
| -------- | -------------- | -------------- | -------------- | -------------- | -------------- | -------------- | ------- | ------- | ------- | ------- | ------- | --------- | ------------ |
| 1996     | 3              | 1              | 8              | 12             | 153            | 256            | -       | -       | -       | -       | -       | -         | -            |
| 1997     | 10             | 1              | 1              | 12             | 423            | 170            | 1       | 1       | 2       | 61      | 49      | Promossi  | Berlin Adler |
| 2015     | 8              | 0              | 6              | 14             | 455            | 322            | -       | -       | -       | -       | -       | -         | -            |
| 2016     | 10             | 0              | 4              | 14             | 534            | 408            | -       | -       | -       | -       | -       | -         | -            |
| 2017     | 5              | 1              | 8              | 14             | 333            | 470            | -       | -       | -       | -       | -       | -         | -            |
| 2018     | 3              | 0              | 11             | 14             | 317            | 487            | -       | -       | -       | -       | -       | -         | -            |
| Totale   | 29             | 2              | 37             | 68             | 1792           | 1943           | -       | -       | -       | -       | -       |           |              |

Fonti: Enciclopedia del Football - A cura di Roberto Mezzetti

###### Regionalliga
| Stagione | regular season | regular season | regular season | regular season | regular season | regular season | playoff | playoff | playoff | playoff | playoff | playoff | playoff      | playoff                   |
|          | Vin            | Par            | Per            | Tot            | PF             | PS             | Vin     | Par     | Per     | Tot     | PF      | PS      | risultato    | avversaria                |
| -------- | -------------- | -------------- | -------------- | -------------- | -------------- | -------------- | ------- | ------- | ------- | ------- | ------- | ------- | ------------ | ------------------------- |
| 1994     | 10             | 0              | 2              | 12             | 426            | 178            | 0       | 0       | 1       | 1       | 8       | 56      | Non promossi | Bergische Löwen Remscheid |
| 1995     | 9              | 0              | 1              | 10             | 434            | 112            | -       | -       | -       | -       | -       | -       | -            | -                         |
| 2000     | 4              | 0              | 6              | 10             | 104            | 131            | -       | -       | -       | -       | -       | -       | -            | -                         |
| 2001     | 4              | 1              | 5              | 10             | 146            | 125            | -       | -       | -       | -       | -       | -       | -            | -                         |
| 2002     | 2              | 0              | 12             | 14             | 105            | 546            | -       | -       | -       | -       | -       | -       | -            | -                         |
| 2006     | 6              | 1              | 3              | 10             | 160            | 119            | -       | -       | -       | -       | -       | -       | -            | -                         |
| 2007     | 6              | 0              | 6              | 12             | 207            | 178            | -       | -       | -       | -       | -       | -       | -            | -                         |
| 2008     | 10             | 0              | 0              | 10             | 338            | 71             | 0       | 0       | 2       | 2       | 10      | 20      | Non promossi | Hildesheim Invaders       |
| 2009     | 1              | 0              | 9              | 10             | 72             | 209            | -       | -       | -       | -       | -       | -       | -            | -                         |
| 2010     | 3              | 0              | 7              | 10             | 87             | 221            | -       | -       | -       | -       | -       | -       | -            | -                         |
| 2011     | 7              | 0              | 5              | 12             | 388            | 258            | -       | -       | -       | -       | -       | -       | -            | -                         |
| 2012     | 5              | 0              | 5              | 10             | 281            | 237            | -       | -       | -       | -       | -       | -       | -            | -                         |
| 2013     | 4              | 0              | 6              | 10             | 162            | 243            | -       | -       | -       | -       | -       | -       | -            | -                         |
| 2014     | 10             | 0              | 0              | 10             | 392            | 99             | 1       | 1       | 0       | 2       | 94      | 71      | Promossi     | -                         |
| 2019     | 9              | 0              | 3              | 12             | 255            | 155            | -       | -       | -       | -       | -       | -       | -            | -                         |
| Totale   | 90             | 2              | 70             | 162            | 3557           | 2882           | 1       | 1       | 3       | 5       | 112     | 147     |              |                           |

Fonti: Enciclopedia del Football - A cura di Roberto Mezzetti

###### Verbandsliga (quarto livello)/Oberliga
| Stagione | regular season | regular season | regular season | regular season | regular season | regular season | playoff | playoff | playoff | playoff | playoff | playoff   | playoff              |
|          | Vin            | Par            | Per            | Tot            | PF             | PS             | Vin     | Per     | Tot     | PF      | PS      | risultato | avversaria           |
| -------- | -------------- | -------------- | -------------- | -------------- | -------------- | -------------- | ------- | ------- | ------- | ------- | ------- | --------- | -------------------- |
| 1992     | 4              | 0              | 6              | 10             | 223            | 212            | -       | -       | -       | -       | -       | -         | -                    |
| 1993     | 8              | 0              | 1              | 9              | 513            | 124            | -       | -       | -       | -       | -       | -         | -                    |
| 2005     | 8              | 0              | 0              | 8              | 292            | 18             | 2       | 0       | 2       | 54      | 30      | Campioni  | Düsseldorf Bulldozer |
| Totale   | 20             | 0              | 7              | 27             | 1028           | 354            | 2       | 0       | 2       | 54      | 30      |           |                      |

Fonti: Enciclopedia del Football - A cura di Roberto Mezzetti

###### Verbandsliga (quinto livello)
| Stagione | regular season | regular season | regular season | regular season | regular season | regular season | playoff | playoff | playoff | playoff | playoff | playoff   | playoff    |
|          | Vin            | Par            | Per            | Tot            | PF             | PS             | Vin     | Per     | Tot     | PF      | PS      | risultato | avversaria |
| -------- | -------------- | -------------- | -------------- | -------------- | -------------- | -------------- | ------- | ------- | ------- | ------- | ------- | --------- | ---------- |
| 2004     | 6              | 0              | 0              | 6              | 236            | 30             | -       | -       | -       | -       | -       | -         | -          |
| Totale   | 6              | 0              | 0              | 6              | 236            | 30             | -       | -       | -       | -       | -       |           |            |

Fonti: Enciclopedia del Football - A cura di Roberto Mezzetti

### Riepilogo fasi finali disputate
| Anno                 | Luogo | Evento | Fase del torneo         | Incontro                                | Risultato      |
| 10-25 settembre 2022 |       | GFL    | Spareggio retrocessione | Düsseldorf Panther - Paderborn Dolphins | 7 - 13; 13 - 8 |